# 幾何学構成的絵画
幾何学構成的絵画（きかがくこうせいてきかいが、英語: Abstraction Geometry Painting）とは、ロシア構成主義という1910年代半ばに始まった芸術運動を興した芸術家グループの流れを汲む幾何学形態の非対象性絵画のことをいう。

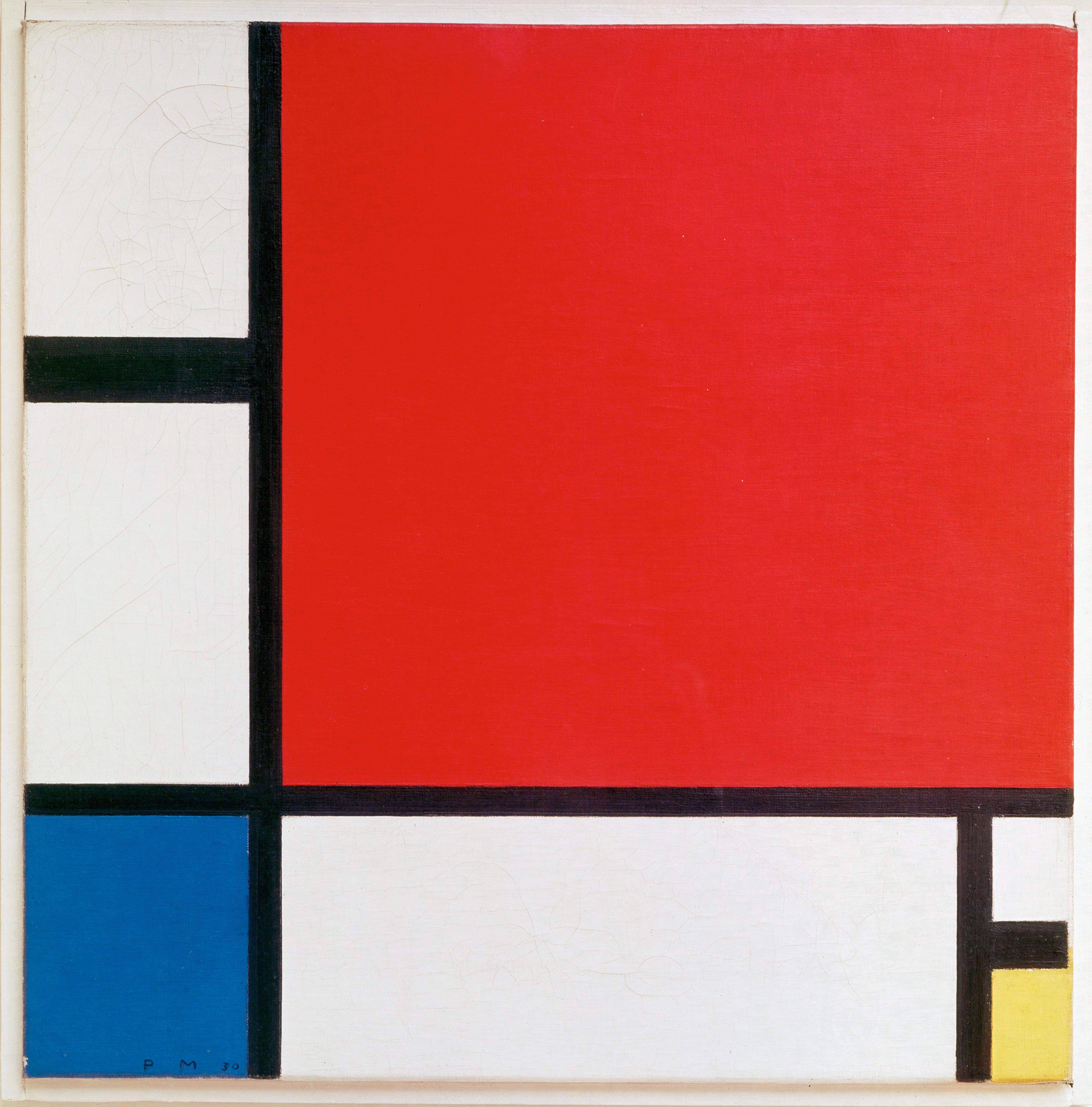
モンドリアン「赤・青・黄のコンポジション」,1930

宇宙や大自然、また、身体の小宇宙が見事に幾何学構成されている中で、現存する世界中の文化遺産も身体的基本構造から生まれて来たとも言われている。
ギゼのピラミッド、ミロのヴィーナスの構成、イタリア・ルネサンスのダ・ヴィンチやミケランジェロ、ドイツのデューラーの絵画を見ても、絵画の下絵に構成されている空間は黄金比による数学的基本に対する情熱的探究だったことがわかる。それまで、絵画の下絵に必要だった構成が、まさに従来の舞台裏方が主役に出て来たのが20世紀の幾何学構成的絵画ともいえる。
19世紀末までは、ヨーロッパのアートは写実主義的な絵画が中心だったが、20世紀と共に具象絵画とは異なる非具象絵画（ノン・フィギュラティフ）が誕生し、同じ、非具象絵画でも、アンフォルメルやリリックの抽象表現的絵画と違う分野が築かれた。

## 1910年から第二次世界大戦まで

### 発生
ロシアでは1910年にダイヤのジャック展やロバの尻尾展等が企画され、1915年にはマレーヴィチの唱えるシュプレマティスム（至高主義、絶対主義）が出現する。その後、ウラジーミル・タトリン、ナウム・ガボ、アントワーヌ・ペブスナー等の構成主義が生まれ、アレクサンドル・ロトチェンコ、エル・リシツキーをはじめ多くの作家による制作活動が開始される。
オランダでは1917年、テオ・ファン・ドースブルフ、モンドリアン、ジョルジュ・ファントンゲルロー、フリードリヒ・フォルデンベルゲ＝ギルデヴァルト (en)、フィルモス・フサール等によるデ・ステイルが創刊され、同時にモンドリアンが新造形主義（ネオ・プラスチズム）を唱える。
ドイツでは1919年にグロピウス率いるバウハウスが開校し、カンディンスキー、ヨハネス・イッテン、モホリ＝ナジ、パウル・クレー、ヨゼフ・アルバース等の教授陣達が揃う。
イタリアでは未来派、フランス、スイスではダダ・グループが発生する。
これらのグループが、新しい幾何学構成絵画（ノン・フィギュラティフからアート・ジェオメトリック、アート・コンストルイ、アール・コンクレと言った独自のタイトル）を宣言しながら、特に、オランダ、ドイツ、フランス、スイスの作家が中心となり、大きな渦となって市民権を得る。戦間期はヨーロッパ中心、更にパリに集中して行く時代でもあった。

### 幾何学抽象芸術の変遷
1917年、ロシア革命が起きた当時、人民の手による政治が起こるであろうという希望から、芸術界にとっても非常に明るい時期であった。ウラジーミル・タトリンがパリのピカソのアトリエを訪ねた様に, ロシアを含んだヨーロッパでは作家同士の交流が盛んに行われるようになった。
1920年代に入ると、絵画運動の交流はさらに盛んになり、1922年、 デュッセルドルフで開催された具体美術展アール・コンクレ (Art Concret) 展には、デ・ステイルやロシア構成主義のメンバーを初めとするヨーロッパの作家達が、ロシア、オランダ、ベルギー、フランスより集まり、その後、抽象絵画の作家達がパリに集中することになる。
1930年、ミシェル・スーフォール (fr) とホアキン・トレス・ガルシア によって組織された、｢円と正方形展｣ (fr) には、モンドリアン、ジャン・アルプ、カンディンスキー、ファントンゲルロー、ペブスナー、ナウム・ガボ、ゾフィー・トイバー＝アルプ 等、多くの幾何学構成的抽象作家が参加した。その後、スフォールが体調を崩し南仏で長期の療養が必要となった。
翌1931年、｢円と正方形展｣を受け継いだファントンゲルロー、オーギュスト・エルバン、テオ・ファン・ドースブルフによって組織された｢アブストラクション・クレアシオン展｣ は、1936年まで継続され、ヨーロッパの多くの幾何学構成絵画の作家達がパリに結集することになり、大きな流れを築くことになる。
その後、｢アブストラクション・クレアション展｣の継続の形で、1936年、第1回｢サロン・デ・レアリテ・ヌーヴェル｣ (en) が開かれたが、第二次世界大戦が勃発、翌年からは、閉鎖される。
バウハウスも閉鎖され、グロピウス、モホリ＝ナジ、レジェ、モンドリアン、ブルトン、シャガール等、多くの芸術家達はナチスの迫害や戦火を逃れようとニューヨークや南米、更に世界各地に渡った。
1937年、渡米したモホリ＝ナジはシカゴにニュー・バウハウスを開校する等、アメリカに渡った多くの作家の影響でニューヨークの作家達が大きな流れを築き、アメリカ現代アートに多くの影響を及ぼしている。

## 戦後
戦後になり、パリにはまた多くの作家が集まった。
1946年、「サロン・デ・レアリテ・ヌーヴェル」が再開され、アルプ夫妻、ドローネー夫妻、クプカ、マックス・ビル、エルヴァン、ルピアン、ゴラン、ヌームール、ボゾリーニ、ニコラ・ショフェー、ルック・ピエールはじめ、多くの作家が出品し、幾何学系抽象芸術のサロンとして再出発した。
しかし、戦中、戦前の輝かしい良き時代のパリにいた作家達がヨーロッパを離れた事もあり、第2次大戦前の様な勢いは無く、やがて、世界を駆け巡ったアンフォルメル的傾向の絵画と同居する様なサロンになっていった。
それでも、パリのギャラリー、ドニーズ・ルネでは、幾何学構成主義的画家と視覚芸術家を守ろうと、1948年にはTendances de l'art abstrait（抽象美術の動向）展、1955年には「ル・ムーブマン」展、1957年にはモンドリアンの個展、1962年には「Art abstrait constructif international」の展覧会を企画し、実験的な試みとして行われていた視覚芸術運動は市民権を得ることになった。
こうして、先駆者モホリ＝ナジの視覚芸術は、ショフェー (en)、ニノ・カロス、ボト、クルズ・ディエズ、ガルシア・ロッシ、コントレラス等に代表される作家に受け継がれた。
一方、南米では、パリからブエノスアイレスに戻ったトレス・ガルシア (en) の影響により、新しい幾何学構成的芸術の運動、ART MADIが発生し、四角のキャンバスからはみ出した、より自由な造形作品が生まれた。その後、グループMadiはアルデン・キン (fr) を中心に、パリにおいてより自由な新しい世代に受け継がれ、現代アートとして、パリを中心にハンガリー、イタリア、アルゼンチン、米国等で、Mouvement MADI Internationalとして活動し、現在に至っている。

## 影響
マレーヴィチの作品がアメリカのミニマル・アートに、モンドリアンの作品がカラーフィールド・ペインティングやハードエッジ (en) の作家達に、モホリ＝ナジが、視覚芸術に影響を与えた様に、世界各地に渡った幾何学構成的芸術は、その後、各地域の歴史や文化と融合しながら、それぞれ違った形で受け継がれ、平面を中心に、レリーフや、立体へと環を広げながら、建築の分野にまで生きづいている。
アメリカでは、バーネット・ニューマン、ケネス・ノーランド、エルズワース・ケリー、フランク・ステラ、ロバート・マンゴールド、リチャード・アヌシキェヴィチ(en) 等の作品が生まれた。
ヨーロッパでは、ヴァザルリー (en)、ソト (fr)、クルス＝ディエス (fr)、アルデン・キン、ブライス・マーデン、ロバート・マンゴールド、オーレリー・ヌムール (fr)、ジャン・ルピアン (fr)、シルバノ・ボゾリーニ、ルック・ペール、ガルシア・ロッシ (fr)、フランスワー・モレレ (fr) 等、多くの作家が、幾何学構成絵画の影響を受けて、新たな世界を築いている。
立体作家としては、アンソニー・カロ (en)、ソル・ルウィット、ドナルド・ジャッド達がおり、環境空間造型アートの作家の中には、幾何学構成的空間造型と自然との共生を求めて, イサム・ノグチ、エドゥアルド・チリーダ (en)、ダニ・カラヴァン、パオロ・スタッチオリ、井上武吉、デュ・ボン、サトル・サトウ、マイケル・ワーレン (en) といった作家が、世界中で制作、発表をしている。

## 現在
100年の歳月を経る幾何学抽象芸術は、戦後のアンフォルメル流行下においても、1910-1920年代のエネルギーと幾何学構成的精神を受け継いだ作家達により制作が続けられ、近年は再び注目を浴びはじめている。